# Intercontinental de Aviación
Intercontinental de Aviación fue una aerolínea colombiana con base en el Aeropuerto Internacional El Dorado de Bogotá, fundada en 1960 con el nombre de Aeropesca y luego en 1982 como Intercontinental de Aviación. 

## Historia[1]
Intercontinental de Aviación fue el nombre que adoptó la compañía formada el 16 de octubre de 1960 y que hasta entonces se conocía como Aeropesca. Después de una serie de desafortunados accidentes fatales, los activos fueron vendidos a un nuevo grupo de accionistas que quisieron darle un nuevo empuje y una nueva imagen.

### Años dorados (1982-1999)

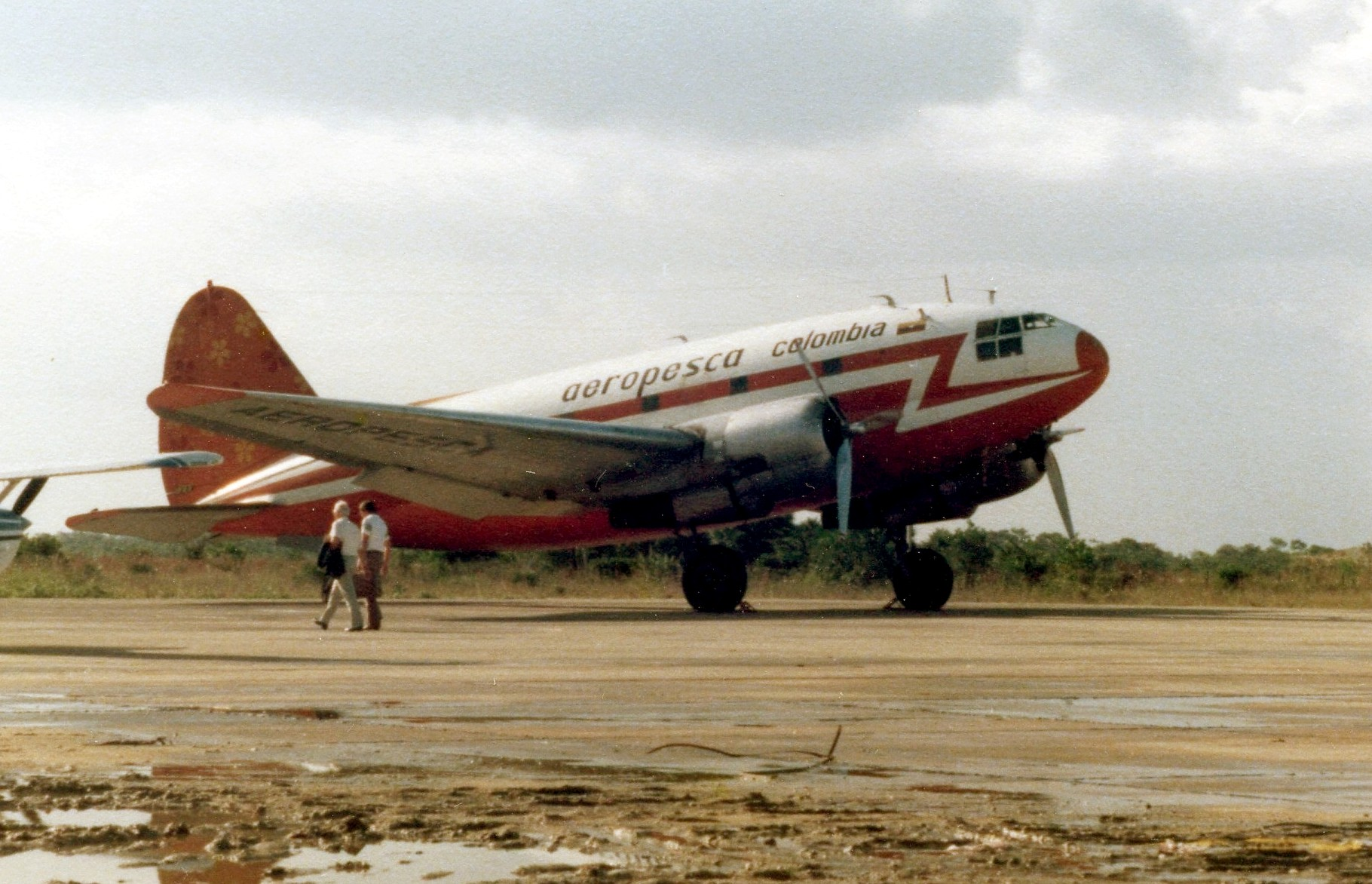
Curtiss C-46 Commando de Aeropesca en el Aeropuerto Internacional Philip S. W. Goldson de Belice (1979)

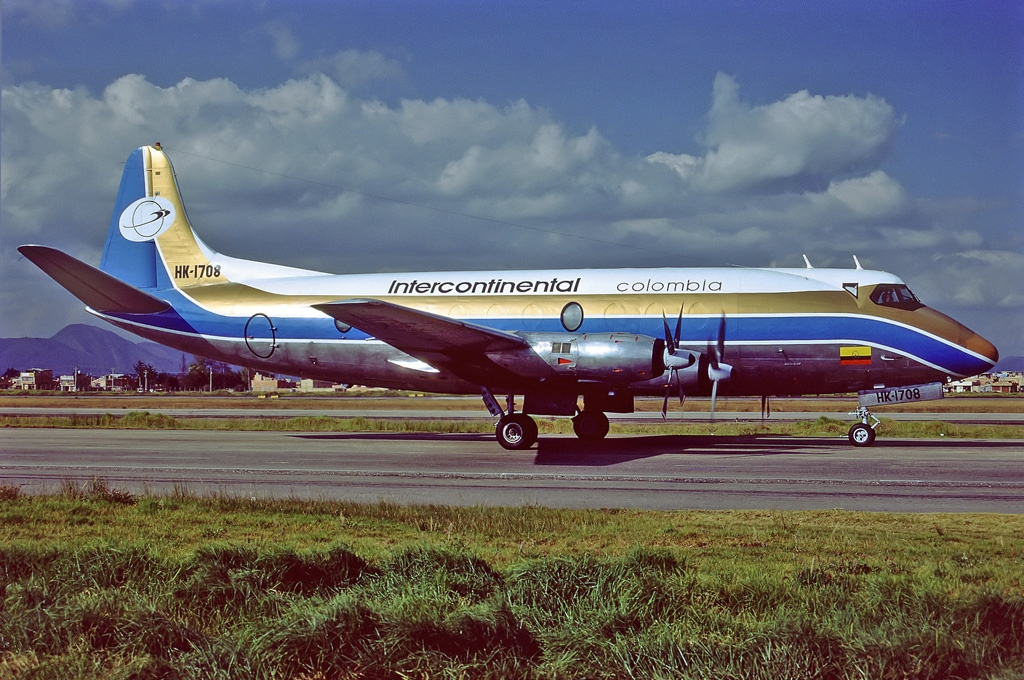
Vickers Viscount de Intercontinental de Aviación en el Aeropuerto Internacional El Dorado (1991)

De la antigua compañía sobrevivían solo un Vickers Viscount (HK-1708) y un Curtiss C-46 de carga, (HK-812). Pronto se adquirió un segundo Vickers Viscount (HK-2402) para reiniciar operaciones en las rutas asignadas. La decisión de comprar los primeros dos aviones Douglas DC-9-15 (HK-2864 y HK-2865) con capacidad para 85 pasajeros, marcó el comienzo de una nueva era. Es así como en 1982 entra al mercado aéreo colombiano como La aerolínea jet joven de Colombia. En ese mismo año se reestructura la red de rutas y adopta el nuevo nombre. Desde Bogotá se iniciaron los servicios al occidente con servicios regulares a Cali, Pasto, Popayán, Ipiales, Tumaco, Florencia y Valledupar; Riohacha y Maicao en la costa norte del país. Luego se iniciaron los vuelos desde Bogotá a Arauca, Cúcuta y Bucaramanga en el oriente del país. Debido a la versatilidad de estos aviones, se logró que por primera vez aviones jet unieran a estas comunidades con la capital del país.
Pero fue en el año 1986, cuando Intercontinental de Aviación cambia totalmente de accionistas y renueva su organización administrativa y sus campos operacionales, técnicos y comerciales para consolidarse como una verdadera empresa en continuo desarrollo. Su política consideraba la operación a zonas olvidadas por otras empresas aéreas, pero dejó de ser la antigua compañía regional para entrar a cubrir las más importantes rutas del país, en franca competencia con AVIANCA y SAM. Se tomó en alquiler un DHC-6 Twin Otter (HK-2486) con el que se aspiraba a operar una serie de rutas regionales que no fueron autorizadas por la autoridad aeronáutica.

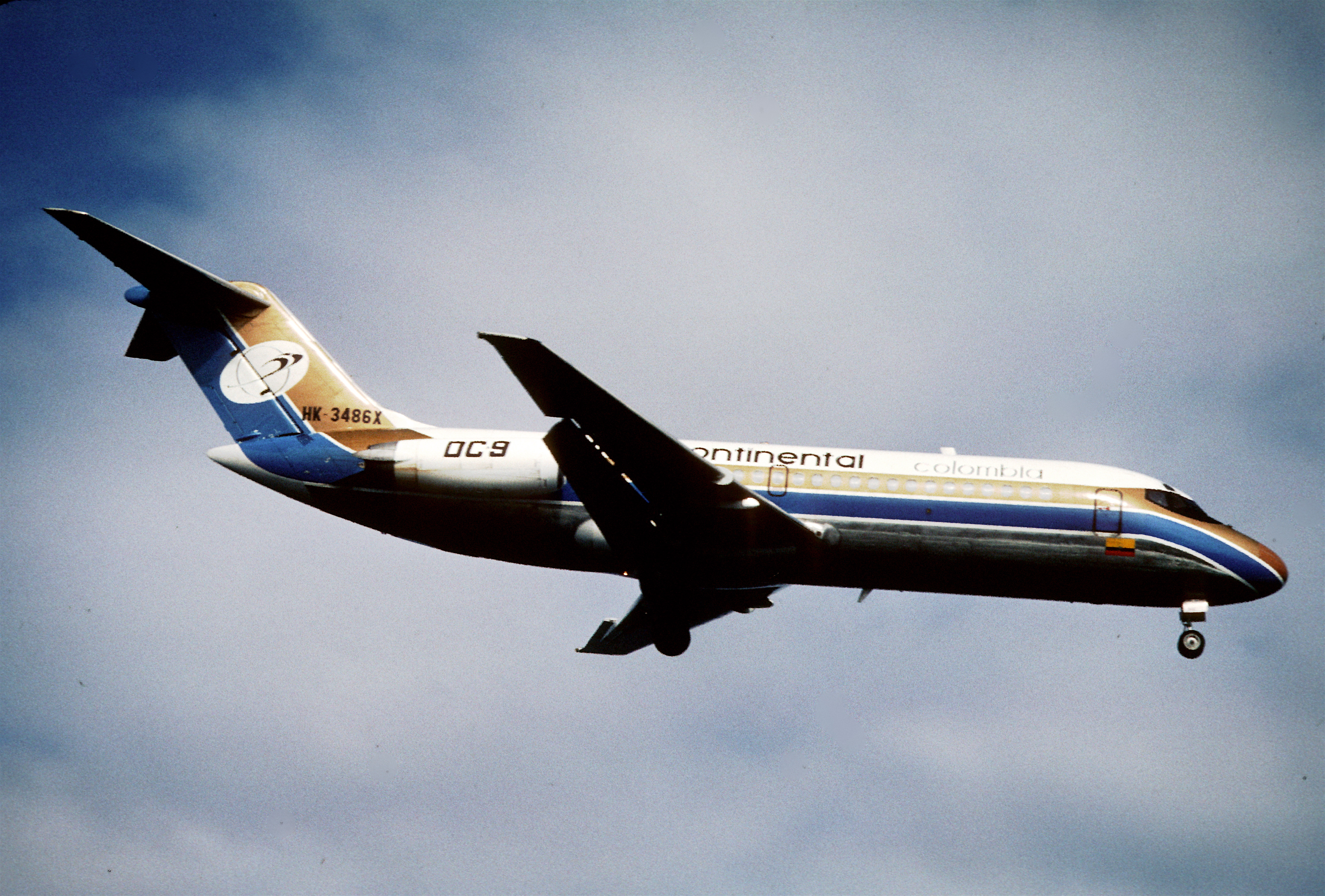
McDonnell Douglas DC-9 de Intercontinental de Aviación (1993)

Para 1989 recibe el tercer avión DC-9-15 (HK-3486) con el cual amplia su red para incluir las rutas directas desde Cali a Cartagena y San Andrés y la iniciación de la ruta de Bogotá a Barranquilla. Intercontinental de Aviación, bajo la gerencia general de Alfonso Ramírez Valdivieso incursionó en el mercado turístico ofreciendo paquetes y fue la primera organización que solicitó ante la autoridad aeronáutica, autorización para ofrecer el servicio de vuelos nocturnos con un 30% de descuento. Se pensaba que esta oferta se podría aplicar a los vuelos que se iniciaban después de la 9 de la noche. Finalmente la autorización del gobierno llegó en junio de 1991 para ofrecer un 25% de descuento en las principales rutas. Para entonces se había recibido la autorización de operar desde Bogotá a Medellín y a Pereira, y desde Pereira a Medellín. La ruta de Bogotá a Cali se convirtió en la espina dorsal de las operaciones con siete frecuencias diarias. Desde entonces Cali se convirtió en el segunda base de operaciones de la compañía y dedicó mucho de su esfuerzo publicitario al mercado del Valle del Cauca. Intercontinental de Aviación remodeló las instalaciones en El Dorado, ubicadas en la Entrada 2, con la construcción de nuevas oficinas y un hangar de gran capacidad para prestar el debido mantenimiento a sus aeronaves. El Departamento de Mantenimiento estaba conformado por cinco sub-departamentos: Control de Calidad, Servicio de Aeronaves, Ingeniería, Planeación e Información Técnica y Almacén. Además, todas las instalaciones y procedimientos técnicos estaban avalados por la FAA de los Estados Unidos y estaban capacitados para efectuar procedimientos de overhaul a sus aviones.
La compañía convirtió el Vickers Viscount HK-1708 en avión carguero y lo empezó a utilizar en varias rutas en especial a la isla de San Andrés, tras la venta del viejo Curtiss C-46. A mediados de 1991, el avión sufrió un incidente al aterrizar en el aeropuerto José María Córdova de Rionegro y sufrió fracturas estructurales que lo pusieron fuera de servicio. El 9 de septiembre de 1991 el avión fue trasladado al Parque COMFAMA, en las cercanías de Rionegro.
Intercontinental de Aviación quiso entrar en el mercado internacional en 1991, aprovechando los convenios aéreos con los países vecinos. Se llegó a operar desde Cali a Tulcán y desde Pasto a Esmeraldas en Ecuador, en el marco del Convenio Binacional Interfronterizo. Sin embargo las rutas de Cúcuta y San Andrés a Maracaibo y a Valencia en Venezuela nunca se materializaron.
El 26 de marzo de 1992, ocurrió un incidente, cuando el DC-9 HK-2844 aterrizó en el aeropuerto de Pasto y sufrió serias averías estructurales que le ocasionaron el retiro del servicio. Para reforzar la oferta de sillas en la temporada alta de noviembre de 1992 a febrero de 1993 se adquirió en alquiler un Boeing 727-100 (HK-3798) que operó en las rutas principales en los colores de la compañía.   
Durante 1993 se realizó una fuerte inversión en flota y se recibieron cinco unidades DC-9-15, una de las cuales a venia a reemplazar el avión que salió de servicio en Pasto. El rápido crecimiento continuó con la adquisición de dos DC-9-15 adicionales a comienzos de 1995. La Asamblea General de accionistas autorizó al Gerente General de la compañía, Alfonso Ramírez para adquirir los nuevos DC-9-15 y la compra de dos aviones DHC Dash 8 turbohélices. Era el comienzo de un programa de modernizar la flota e iniciar un proceso de sustitución de los aviones más antiguos. Algunas unidades habían sido alquiladas a empresas domésticas en México, pero siempre se mantuvo una flota activa de al menos seis unidades operacionales. Al mismo tiempo se reportaron $3.600 millones de pesos de utilidades, mejorando sustancialmente su situación financiera. Se acordó aumentar el capital pagado a $2.400 millones de pesos para cumplir con la nueva reglamentación sobre capitales mínimos, impuesta por la Aeronáutica Civil. Según los resultados y con base a los volúmenes de pasajeros transportados, durante 1994, Intercontinental pasó a ser la tercera aerolínea comercial en el país después de Avianca y ACES y por encima de SAM. Al mismo tiempo se introdujo un nuevo diseño en sus aviones y se utilizó el nombre abreviado de INTER para designar a la aerolínea y para entonces asumió la gerencia general el vallecaucano William Vélez Montes. Para entonces se empezó a ofrecer la Clase Ejecutiva para sus pasajeros más privilegiados. A estos pasajeros se les ofrecían facilidades en las reservas telefónicas y asignación de sillas a bordo; atención personalizada en counters especiales en los aeropuertos, embarque prioritario y las salas INTER-VIP para atención a los pasajeros en los principales aeropuertos del país como Bogotá, Cali, Medellín y Barranquilla. También en ese entonces se amplió el Centro de Entrenamiento como escuela de capacitación aeronáutica, ubicada en la Avenida Eldorado.
Un serio accidente ocurrió en la noche del 11 de enero de 1995 cuando el DC-9 HK-3839 se precipitó a tierra cuando se disponía a aterrizar en el Aeropuerto Internacional Rafael Núñez de Cartagena de Indias. Los restos del avión fueron encontrados en la ciénaga de María La Baja y perecieron en el accidente 47 pasajeros y la tripulación. Unos días después, el 17 de marzo, en el Aeropuerto Internacional Ernesto Cortissoz de Barranquilla, mientras se llevaban a cabo las labores de limpieza, se registró un incendio en el baño del HK-3564, lo que ocasiono serios daños a la estructura trasera del avión y también tuvo que ser retirado del servicio.
A mediados del año, se hizo efectiva una tutela que prohibía las operaciones de aviones jet en el Aeropuerto Internacional Camilo Daza de Cúcuta. Como resultado, las líneas aéreas tuvieron que acomodarse a las circunstancias e Inter consiguió autorización de la autoridad aeronáutica del vecino país para operar temporalmente al Aeropuerto General Juan Vicente Gómez de San Antonio del Táchira. Sin embargo la solución final fue la de sacar nuevamente al servicio el Vickers Viscount HK-2404 para volar directamente al Camilo Daza. Esta fue la última vez que un avión de este tipo realizó vuelos comerciales regulares en nuestro país. Tiempo después se normalizó la situación, se suspendió la medida y se reanudaron las operaciones en aviones jet.
Para finales de 1995, bajo la gerencia general de William Vélez, se habían ampliado los servicios en las rutas internacionales para unir a Cali con la Ciudad de Panamá con seis frecuencias semanales y San Andrés con cuatro frecuencias semanales. De igual forma se inició un servicio regular entre Bogotá-Cartagena y La Habana en Cuba, con dos frecuencias semanales. En el campo nacional se había suspendido el servicio a Maicao, por las enormes deficiencias que presentaba la pista de dicho terminal y se había inicio la ruta a Neiva. Se recibieron los dos DHC Dash 8 (HK-4061 y HK-4062), pero a los pocos meses, uno de ellos sufrió un incidente en el Aeropuerto Internacional Matecaña de Pereira, por lo que el HK-4062 fue retirado del servicio.

### Problemas y desaparición (1999-2005)
En marzo de 1999 el director de la Aeronáutica Civil, Ernesto Huertas anunció la suspensión del permiso de operaciones de Intercontinental de Aviación. La autoridad argumentaba que no se habían cumplido los requisitos de entregar las pólizas de garantía para sustentar el pago de una deuda pendiente por derechos de aterrizajes y tasas aeroportuarias. De acuerdo con la compañía aérea, el problema con la deuda se había generado por la disparidad de criterios en torno al tipo de tasas de interés que se debían aplicar a la deuda. La cuenta era de unos 4.000 millones de pesos, pero con los intereses aplicados por la Aerocivil superaba los 8.000 millones de pesos. Sin embargo, Intercontinental rechazó esa cuenta y dijo que los intereses tenían que ser iguales a los que establece el Estatuto Tributario para el interés moratorio en favor del Estado.
El gerente general Alfredo Gallego expresaba que el cierre de la compañía implicaba dejar sin trabajo a unas 700 personas y suspenderles el servicio a miles de pasajeros que utilizaban la aerolínea para desplazarse a diferentes ciudades del país. Para ese entonces la empresa operaba sus rutas con cinco aviones, ya tenía vendidos casi todos los cupos para la temporada de Semana Santa que se avecinaba. El impase fue superado, pero la situación financiera de la compañía era insostenible.
A mediados de noviembre de 1999, los accionistas de Intercontinental de Aviación aprobaron, por unanimidad, la liquidación de la compañía, argumentando fuerza mayor, creada por la decisión de la Aeronáutica Civil de suspender, el 17 de octubre, los permisos de operación de los únicos tres aviones que la compañía tenía disponibles. El gerente general de Inter, Luis Alfredo Gallego, en carta enviada al director de la Aerocivil, en la que le informaba la determinación y lo responsabiliza, en forma directa por esta situación. Intercontinental argumentaba que de esa forma culminaba exitosamente la campaña de la Aerocivil contra la empresa, que no solo había sido discriminada frente a otras organizaciones, sino había sido víctima de una posición oficial que iba en contravía de las propias normas de la F.A.A. de Estados Unidos, y con los trabajos realizados por los delegados de la misma organización. La carta señalaba además que los trabajadores de la empresa, quienes ya habían sido notificados de la suspensión de los contratos y de la solicitud de permiso de despido colectivo al Ministerio de Trabajo, recibían esta decisión como itinerario de injusticias orquestadas contra Inter.
Inter realizaba 45 vuelos diarios en los que movilizaba alrededor de 1.500 pasajeros, con unas de las tarifas más bajas del mercado. A raíz de la suspensión decretada por la Aeronáutica, la compañía comenzó a tener pérdidas calculadas en 200 millones de pesos diarios, es decir, que en los últimos 30 días previos a la liquidación tuvo al menos 6.000 millones de pesos en gastos, sin recibir ni un solo pesos de ingresos.
Las directivas anunciaron que la empresa devolvería los ocho aviones a la compañía que se los entregó en leasing, pagando las respectivas multas por la devolución de las aeronaves sin el cumplimiento de los contratos. La desaparición de la aerolínea afectaba no solamente a los 700 empleados sino a los viajeros de ciudades tales como Pasto, Popayán, Riohacha, Valledupar y Florencia, a donde solamente viajaban dos empresas, pero ahora, el servicio será atendido por una sola aerolínea.
La Aerocivil insistía en que la suspensión solo recaía sobre tres aviones de una flota de ocho aeronaves, lo que indica que el objetivo de las autoridades no era acabar con la empresa. Por su parte, Inter se afirmaba que los otros cinco aviones se encontraban en los talleres en revisiones largas y programadas, las cuales no se pudieron efectuar porque, una vez aplicada la suspensión a los únicos tres aviones que estaban en operación, la compañía se quedó sin ingresos para asumir los costos de la revisión mecánica del resto de la flota. Finalmente, Inter llegó a un nuevo acuerdo con la Aerocivil, lo que le permitió continuar operando en algunas de sus rutas asignadas de forma restringida. Dos meses después se levantó este veto, luego de que la empresa se comprometió con el tema de seguridad.
Un año después, en octubre del 2000, Inter anunció que con el fin de ampliar su cobertura a San Andrés y con la intención de atender con calidad y cumplimiento otros mercados regionales, la compañía había adquirido cuatro aviones Beechcraft 1900D, que llegarían en los próximos días al país. Las cuatro aeronaves, con capacidad para 19 pasajeros, se encontraban en Orlando y que personal técnico de la compañía estaría recibiendo los aviones. Con la llegada de estos cuatro aviones se buscaba atender con más sillas a San Andrés, Cali y otras ciudades que requieren un mayor número de sillas. Con los nuevos aviones se podrían efectuar cincuenta operaciones diarias en trayectos muy cortos de 25 y 35 minutos. Inter contaba además con tres aviones DC-9 y un Dash 8, con lo cual podrá cubrir todos los itinerarios autorizados por la Aeronáutica Civil.
La compañía estaba ofreciendo 1.300 sillas diarias y ahora podría ofrecer 3.000 sillas diarias con los nuevos aviones que operaría la empresa mediante el sistema de leasing. Inter pediría a la Aerocivil permiso para operar entre San Andrés y Providencia, lo que significaba que una aeronave permanecería en el Archipiélago.
En septiembre de 2002 Inter solicitó a la Aeronáutica Civil autorización para prestar el servicio de transporte aéreo regular de pasajeros, correo y carga, con equipo DC-9-15, en la ruta Bogotá-Pereira y regreso, con siete frecuencias semanales. La idea era recuperar el tráfico y mercado, que había suspendido temporalmente. Una solicitud similar se hizo para recuperar la ruta Cali-Panamá-San Andrés ida y regreso, también con siete frecuencias semanales. Se adquirieron en arrendamiento dos unidades Douglas DC-9-30 de mayor capacidad, las cuales no llegaron a ser operadas comercialmente, estos tenían una nueva imagen corporativa con una orquídea en la cola. En adición a estos, se planeó la puesta en operación de dos Boeing 737-300 que incluso llegaron a estar en Bogotá, pero tampoco fueron operados al final.
Se buscaba recuperar el tráfico ejecutivo y turístico, pero también apoyar a San Andrés, con tarifas, promociones y planes especiales que permitieran reactivar los viajes a este destino. La ruta de Cali a Panamá hasta ese momento sólo era servida por la aerolínea panameña Copa. El futuro de Inter seguía comprometido luego de las dificultades financieras que había tenido que sortear en los últimos años.
Dos años después de que Inter comenzó su proceso de liquidación, la justicia le puso punto final a una de las compañías más importantes e la aviación en el país. Miembros de la DIJIN y de la Unidad de Lavado de Activos de la Fiscalía ocuparon en febrero del 2005 las instalaciones de la empresa e inmovilizaron definitivamente las cinco aeronaves con las que contaba. Según las autoridades, desde 1995 Inter era financiada por miembros del cartel del norte del Valle. El Departamento del Tesoro de los Estados Unidos había incluido el 14 de octubre anterior a la empresa en la lista de compañías con vínculos con el narcotráfico. Otras dos empresas, Largo Leasing Limited, en las Islas Caimán, y Trans Pacific World Leasing Limited, con sede en la isla de Vanuatu, pertenecientes a la Sociedad Intercontinental de Aviación, también fueron intervenidas por las autoridades. Este era el último de una serie de eventos adversos que afrontó la empresa y que finalmente la llevaron a su salida del mercado. Los rumores habían sido confirmados por las autoridades pertinentes.

## Accidentes e incidentes
- 21 de enero de 1974: un Vickers Viscount de Aeropesca fue secuestrado y enviado para Cali.
- 14 de agosto de 1978: un Curtiss C-46F-1-CU Commando de Aeropesca (prefijo HK-1350), que volaba en las peores condiciones climáticas, se desvió de su ruta durante un vuelo de Bogotá a Tame y chocó con el Monte Páramo de Laura cerca de Tota, Colombia, matando a los 18 personas a bordo. Certificado para transportar solo seis pasajeros, tenía 15 pasajeros a bordo en el momento del accidente.
- 21 de octubre de 1981: Secuestro del Curtiss C-46 de Aeropesca Un  Curtiss C-46 Commando de Aeropesca (prefijo HK-388), fue secuestrado en Medellín por guerrilleros del M-19, fue llevado hasta La Guajira, donde se embarcaron armas, posteriormente fue amerizado en el Río Orteguaza a más de 900 km de su destino original
- 11 de enero de 1995: un el vuelo 256 de Intercontinental de Aviación, un McDonnell Douglas DC-9 (prefijo HK-3839), que volaba de Bogotá a Cartagena se estrelló en una ciénaga cerca de María La Baja, en Bolívar: fallecen 51 ocupantes a bordo y sobrevive una niña llamada Erika Delgado.

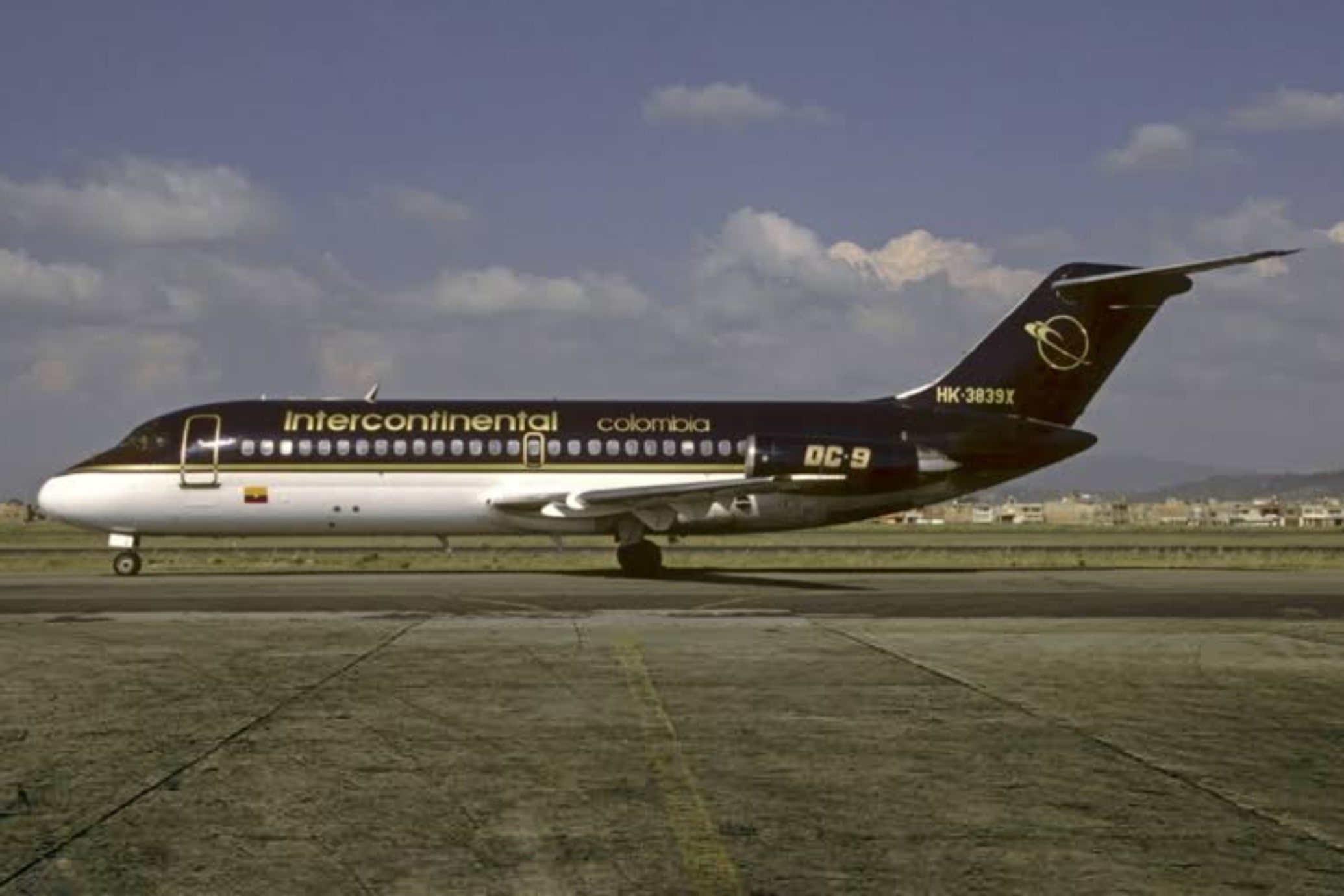
Douglas DC-9-14 (HK-3839) de Intercontinental de Aviación

## Antiguos destinos
| Destinos            | Aeropuertos                                     | Notas           |
| ------------------- | ----------------------------------------------- | --------------- |
| Arauca              | Aeropuerto Santiago Pérez                       | Desde BOG       |
| Barranquilla        | Aeropuerto Internacional Ernesto Cortissoz      | Desde BOG       |
| Bogotá              | Aeropuerto Internacional El Dorado              | HUB             |
| Bucaramanga         | Aeropuerto Internacional Palonegro              | Desde BOG       |
| Cali                | Aeropuerto Internacional Alfonso Bonilla Aragón | Desde BOG       |
| Cartagena de Indias | Aeropuerto Internacional Rafael Núñez           | Desde CLO y BOG |
| Corozal             | Aeropuerto Las Brujas                           | Desde BOG       |
| Cúcuta              | Aeropuerto Internacional Camilo Daza            | Desde BOG       |
| Florencia           | Aeropuerto Gustavo Artunduaga                   | Desde BOG       |
| Ipiales             | Aeropuerto San Luis                             | Desde BOG       |
| Isla de Providencia | Aeropuerto El Embrujo                           | Desde ADZ       |
| Isla de San Andrés  | Aeropuerto Internacional Gustavo Rojas Pinilla  | Desde CLO       |
| Maicao              | Aeropuerto Jorge Isaacs                         | Desde BOG       |
| Medellín            | Aeropuerto Olaya Herrera                        | Desde BOG       |
| Medellín            | Aeropuerto Internacional José María Córdova     | Desde BOG       |
| Neiva               | Aeropuerto Benito Salas                         | Desde BOG       |
| Pasto               | Aeropuerto Antonio Nariño                       | Desde BOG       |
| Pereira             | Aeropuerto Internacional Matecaña               | Desde MED y BOG |
| Popayán             | Aeropuerto Guillermo León Valencia              | Desde BOG       |
| Riohacha            | Aeropuerto Internacional Almirante Padilla      | Desde BOG       |
| Tumaco              | Aeropuerto La Florida                           | Desde BOG       |
| Valledupar          | Aeropuerto Alfonso López Pumarejo               | Desde BOG       |

| Países    | Destinos               | Aeropuertos                                  | Notas           |
| --------- | ---------------------- | -------------------------------------------- | --------------- |
| Cuba      | La Habana              | Aeropuerto Internacional José Martí          | Desde BOG       |
| Ecuador   | Esmeraldas             | Aeropuerto Internacional General Rivadeneira | Desde PSO       |
| Ecuador   | Tulcán                 | Aeropuerto Teniente Coronel Luis A. Mantilla | Desde CLO       |
| Panamá    | Ciudad de Panamá       | Aeropuerto Internacional Tocumen             | Desde CLO y ADZ |
| Venezuela | San Antonio de Táchira | Aeropuerto Internacional Juan Vicente Gómez  | Desde BOG       |

## Antigua flota
| Destinos                             | Número | Introducido | Retirado | Matrículas |
| ------------------------------------ | ------ | ----------- | -------- | --- |
| Beechcraft 1900D                     | 4      | 2000        | 2000     | No llegan a registrarse en Colombia ni a operar |
| Boeing 727-100                       | 1      | 1992        | 1993     | HK-3798 |
| Boeing 737-300                       | 2      | 2000        | 2000     | No llegan a registrarse en Colombia ni a operar |
| Curtiss C-46                         | 3      | 1970        | 1987     | HK-0812, HK-1350 y HK-0388 |
| De Havilland Canada DHC-6 Twin Otter | 1      | 1986        | 1989     | HK-2486 |
| De Havilland Canada DHC-8-300        | 2      | 1996        | 2004     | HK-4061 y HK-4062 |
| Douglas DC-9                         | 20     | 1982        | 2004     | HK-2864, HK-2865, HK-3564, HK-3486, HK-3710, HK-3720, HK-3752, HK-3827, HK-3833, HK-3839, HK-3830, HK-3859, HK-3867, HK-3958, HK-3891, XA-SXT, HK-4056, HK-4271, HK-4270 y HK-4310 |
| Vickers Viscount                     | 2      | 1982        | 1995     | HK-1708 y HK-2402 |